# همه‌پرسی مصر (۱۹۵۶)
همه‌پرسی ۱۹۵۶ مصر مراجعه به آرای عمومی مردم مصر در تاریخ ۲۳ ژوئن ۱۹۵۶ است. هدف این همه‌پرسی دو مسئله بود: نخست رأی اعتماد به جمال عبدالناصر برای ریاست‌جمهوری و دیگری تأیید قانون اساسی.
طبق نتایج رسمی ریاست جمهوری ناصر ۹۹٫۹٪ و قانون اساسی ۹۹٫۸٪ از کل آرا را به خود اختصاص داد.